# Beauvoir-de-Marc
Beauvoir-de-Marc és un municipi francès situat al departament de la Isèra i a la regió d'Alvèrnia-Roine-Alps. L'any 2007 tenia 1.016 habitants.

## Demografia

### Població
El 2007 la població de fet de Beauvoir-de-Marc era de 1.016 persones. Hi havia 382 famílies de les quals 80 eren unipersonals (36 homes vivint sols i 44 dones vivint soles), 135 parelles sense fills, 155 parelles amb fills i 12 famílies monoparentals amb fills.
La població ha evolucionat segons el següent gràfic:
Habitants censats

### Habitatges
El 2007 hi havia 422 habitatges, 394 eren l'habitatge principal de la família, 19 eren segones residències i 9 estaven desocupats. 400 eren cases i 19 eren apartaments. Dels 394 habitatges principals, 342 estaven ocupats pels seus propietaris, 48 estaven llogats i ocupats pels llogaters i 4 estaven cedits a títol gratuït; 1 tenia una cambra, 12 en tenien dues, 32 en tenien tres, 96 en tenien quatre i 253 en tenien cinc o més. 340 habitatges disposaven pel capbaix d'una plaça de pàrquing. A 148 habitatges hi havia un automòbil i a 225 n'hi havia dos o més.

### Piràmide de població
La piràmide de població per edats i sexe el 2009 era:
| Homes | Edats   | Dones |
| ----- | ------- | ----- |
| 0     | 95 o +  | 0     |
| 0     | 90 a 94 | 0     |
| 8     | 85 a 89 | 0     |
| 4     | 80 a 84 | 0     |
| 16    | 75 a 79 | 24    |
| 8     | 70 a 74 | 28    |
| 20    | 65 a 69 | 12    |
| 4     | 60 a 64 | 20    |
| 36    | 55 a 59 | 36    |
| 56    | 50 a 54 | 24    |
| 40    | 45 a 49 | 64    |
| 44    | 40 a 44 | 28    |
| 32    | 35 a 39 | 32    |
| 28    | 30 a 34 | 32    |
| 36    | 25 a 29 | 16    |
| 16    | 20 a 24 | 12    |
| 32    | 15 a 19 | 44    |
| 32    | 10 a 14 | 28    |
| 52    | 5 a 9   | 24    |
| 28    | 0 a 4   | 24    |

## Economia
El 2007 la població en edat de treballar era de 691 persones, 506 eren actives i 185 eren inactives. De les 506 persones actives 478 estaven ocupades (262 homes i 216 dones) i 28 estaven aturades (11 homes i 17 dones). De les 185 persones inactives 65 estaven jubilades, 65 estaven estudiant i 55 estaven classificades com a «altres inactius».

### Ingressos
El 2009 a Beauvoir-de-Marc hi havia 395 unitats fiscals que integraven 1.045,5 persones, la mediana anual d'ingressos fiscals per persona era de 19.812 €.

### Activitats econòmiques
Dels 40 establiments que hi havia el 2007, 2 eren d'empreses alimentàries, 3 d'empreses de fabricació d'altres productes industrials, 11 d'empreses de construcció, 7 d'empreses de comerç i reparació d'automòbils, 2 d'empreses de transport, 3 d'empreses d'hostatgeria i restauració, 8 d'empreses de serveis, 1 d'una entitat de l'administració pública i 3 d'empreses classificades com a «altres activitats de serveis».
Dels 15 establiments de servei als particulars que hi havia el 2009, 3 eren tallers de reparació d'automòbils i de material agrícola, 1 paleta, 1 guixaire pintor, 5 fusteries, 1 lampisteria, 2 electricistes, 1 perruqueria i 1 restaurant.
Dels 3 establiments comercials que hi havia el 2009, 1 era una fleca i 2 carnisseries.
L'any 2000 a Beauvoir-de-Marc hi havia 21 explotacions agrícoles que ocupaven un total de 576 hectàrees.

## Equipaments sanitaris i escolars
El 2009 hi havia una escola elemental.

## Poblacions més properes
El següent diagrama mostra les poblacions més properes.